# 烏達內塔市 (阿拉瓜州)

烏達內塔市（西班牙語：Municipio Urdaneta），是委內瑞拉的一個市，位於該國北部阿拉瓜州，首府設於巴瓦科阿斯，面積2,024平方公里，2001年人口18,734，人口密度為每平方公里9人。